# Vesuvio Cup 2021
El torneo Vesuvio Cup 2021 fue un torneo de tenis perteneciente al ATP Challenger Tour 2021 en la categoría Challenger 80. Se trató de la 1.ª edición, el torneo tuvo lugar en la ciudad de Nápoles (Italia), desde el 11 hasta el 17 de octubre de 2021 sobre pista de tierra batida.

## Jugadores participantes del cuadro de individuales
| Favorito | País                        | Jugador                 | Rank1 | Posición en el torneo |
| -------- | --------------------------- | ----------------------- | ----- | --------------------- |
| 1        | Bandera de Argentina        | Federico Coria          | 67    | Segunda ronda         |
| 2        | Bandera de Italia           | Marco Cecchinato        | 82    | Segunda ronda         |
| 3        | Bandera de Francia          | Hugo Gaston             | 112   | Primera ronda         |
| 4        | Bandera de Eslovaquia       | Alex Molčan             | 117   | Baja                  |
| 5        | Bandera de los Países Bajos | Tallon Griekspoor       | 118   | CAMPEÓN               |
| 6        | Bandera de Eslovaquia       | Andrej Martin           | 120   | Segunda ronda         |
| 7        | Bandera de España           | Bernabé Zapata Miralles | 122   | Cuartos de final      |
| 8        | Bandera de Alemania         | Yannick Hanfmann        | 125   | Segunda ronda         |

- 1 Se ha tomado en cuenta el ranking del 4 de octubre de 2021.

### Otros participantes
Los siguientes jugadores recibieron una invitación (wild card), por lo tanto ingresan directamente al cuadro principal (WC):
- Matteo Arnaldi
- Jacopo Berrettini
- Raúl Brancaccio

Los siguientes jugadores ingresan al cuadro principal tras disputar el cuadro clasificatorio (Q):
- Luciano Darderi
- Jonáš Forejtek
- Álvaro López San Martín
- Alexander Ritschard

## Campeones

### Individual Masculino
- Tallon Griekspoor derrotó en la final a  Alexander Ritschard, 6–3, 6–2

### Dobles Masculino
- Marco Bortolotti /  Sergio Martos Gornés derrotaron en la final a  Dustin Brown /  Andrea Vavassori, 6–4, 3–6, [10–7]